# Ментірі
Ментірі — один з 18 мукімів (районів) округи (даера) Бруней-Муара, Бруней.

## Райони
- Кампонг Танаh Йамбу
- Кампонг Сунгаі Було І
- Кампонг Сунгаі Було II
- Кампонг Бату Маранг
- Кампонг Панчор
- Кампонг Ментірі
- Перпіндаhан Ментірі
- Кампонг Парінг
- Кампонг Пенгкалан Сібабау